# ТЭЦ Жерань
ТЭЦ Жерань (Żerań) — теплоэлектроцентраль в северной части польской столицы Варшавы, на южной стороне Жераньского канала недалеко от его соединения с Вислой.

## Основное оборудование ТЭЦ
В 1954—1956 годах на площадке станции ввели в эксплуатацию восемь теплофикационных турбин мощностью по 25 МВт, первые шесть из которых типа ВТ-25 поставил Ленинградский механический завод. Ещё две изготовили в Эльблонге на предприятии Zamech, где наладили выпуск турбин TC-25 по документации, переданной из СССР. Станция имела центральную котельную, в которой установили семь паровых котлов, способных производить 230 тонн пара в час (тип OP-230). Большинство из них было советского производства, однако два поступило от компании Rafako из Рацибужа.
В 1962 году добавили одну турбину чехословацкого производства PTP-35-2B мощностью 28 МВт, а в 1970 году на ТЭЦ ввели в строй восьмой котёл типа OP-230, поступивший от Rafako, и изготовленную Zamech турбину с противодавлением типа Р-20 мощностью 30 МВт.
Для покрытия пиковых нагрузок между 1970 и 1975 годами установили четыре водогрейных котла Rafako WP-120 мощностью по 140 МВт, что позволило увеличить тепловую мощность ТЭЦ до 1477 МВт.
В 1980-х — начале 1990-х годов станция прошла модернизацию, в частности, турбины TC-25 были модернизированы до уровня TC-30 с соответствующим увеличением мощности до 30 МВт.
В период с 1993 по 1999 год вывели из эксплуатации три котла типа OP-230. Вместо них в 1996 и 2000 годах запустили два котла с псевдоожиженным кипящим слоем OFz450, которые поставила та же рацибужская Rafako. Эти более мощные устройства могли производить 450 тонн пара в час.
В 2005 году вместо старых турбин № 8 и № 9 ввели в эксплуатацию турбину № 11 производства немецкой компании Siemens. Этот объект способен обеспечивать производство 97 МВт электроэнергии и 185 МВт тепловой энергии. В 2009 году была запущена аналогичная турбина № 12, заменившая старые № 6 и № 7.
Таким образом, электрическая мощность ТЭЦ достигла 373 МВт, а тепловая составила 1280 МВт.

## Инфраструктура станции
ТЭЦ была построена с расчётом на использование каменного угля и природного газа. Последний после Второй мировой войны подавался в Варшаву из Предкарпатья по ответвлению Центрального газопровода, а в середине 1960-х начались поставки украинского газа по трубопроводу через Ярослав. Однако в 1973 году Государственная инспекция топливно-энергетического хозяйства запретила использование газа (хотя отдельные элементы оборудования сохранились и позволили ТЭЦ Жерань работать во время суровой зимы 1979 года, когда остановились другие варшавские теплоцентрали, не справившиеся с проблемой замёрзшего угля).
По первоначальному проекту уголь должны были доставлять баржами по Висле, поэтому в комплексе со станцией построили Жераньскую пристань. Однако в итоге доставку топлива возложили на железную дорогу. Что касается золы, образующейся при работе котлов, то она транспортировалась на золоотвал, расположенный примерно в километре к северо-западу от станции на правом берегу Вислы. В середине 2010-х началась рекультивация этого объекта, а мост над Жераньским каналом, по которому ранее перевозили золу, превратили в пешеходный.
Удаление продуктов сгорания обеспечивается с помощью трёх дымовых труб — одной высотой 202 метра и двух высотой по 103 метра.
Для подачи тепла в район Жолибож, расположенный на противоположном, левом берегу Вислы, в 1958 году под рекой проложили тоннель длиной 900 метров.

## Парогазовый блок и новая котельная
В конце 2010-х годов началось строительство современного энергоблока мощностью 496 МВт, использующего технологию комбинированного парогазового цикла. Он будет оборудован одной газовой турбиной Mitsubishi Hitachi M701F, которая через котёл-утилизатор будет питать одну паровую турбину мощностью 172 МВт производства Doosan Skoda. Помимо производства электроэнергии, новый объект будет иметь тепловую мощность 326 МВт. Топливная эффективность блока при производстве электроэнергии составит 54,6 %, а с учётом теплоснабжения достигнет 90,9 %.
Также строится новая котельная с как минимум четырьмя водогрейными котлами — тремя мощностью по 130 МВт и одним мощностью 260 МВт.
Планируется, что парогазовый блок будет потреблять 0,5 млрд м3 природного газа в год. Хотя ввод объекта планировался на декабрь 2021 года, уже в 2019 году завершили строительство газопровода-перемычки от компрессорной станции Рембельщизна (газотранспортный коридор Ярослав – Варшава – Гданьск). Его длина составляет 10,5 км, диаметр — 500 мм. Трубопровод проложен под землёй на глубине не менее 1,7 метра, а в трёх местах проходит под руслом Жераньского канала (на одном из участков его пришлось заглубить на 22 метра). Первыми потребителями газа стали три новых водогрейных котла мощностью по 130 МВт.
После ввода парогазового блока угольные котлы будут выполнять резервную функцию.